# Message
Message – zespół niemiecko-brytyjski założony przez szkockiego gitarzystę Allana Murdocha działający głównie na terenie Niemiec. Zespół na przestrzeni kilku lat swojej działalności ewaluował muzycznie i można przyjąć, że grał muzykę ogólnie znaną jako rock progresywny. Pierwsze płyty przypominały osiągnięcia takich zespołów jak: King Crimson, Nektar czy Beggar's Opera. Kolejne płyty nagrywane były w konwencji jazzrocka by wreszcie pod koniec kariery grać konwencjonalny hard rock.
Zespół rozpoczął działalność pod kierunkiem Murdocha, do którego dołączyli dwaj Brytyjczycy Billy Tabbert, Tommy McGiugan oraz dwaj Niemcy Horst Stachelhaus i Gerhard Schaber. Grupą zainteresował się inżynier dźwięku Dieter Dierks, który wraz ze swoim partnerem z wytwórni Bacillus zdecydował się bliżej przyjrzeć grupie. Po nagraniu dwóch singli, współpraca zaowocowała podpisaniem kontraktu i nagraniem pierwszej płyty zatytułowanej The Dawn A New Is Coming w 1972 roku. Muzyka na tej płycie to ciężka odmiana rocka progresywnego urozmaicona partiami saksofonu. W jednym z utworów gościnnie zagrał na melotronie członek zespołu Nektar Alan Taff Freeman.
Po wydaniu pierwszej płyty nastąpiły pierwsze zmiany personalne, które w późniejszych latach były stałym elementem historii zespołu. Do grupy, w tym czasie, dołączył perkusista Gunther Klinger.
Grupa przystąpiła do nagrywania kolejnego albumu rok później. Realizatorem dźwięku na płycie został ponownie Dierks. Sesja odbyła się w studiu Dierksa w Stommeln w marcu 1973 roku. Efektem był, uważany przez ogromną większość fanów i krytyków za największe osiągnięcie zespołu, album From Books And Dreams. Muzyka na tej płycie jest konsekwentnym rozwinięciem pomysłów z debiutanckiego albumu jednak zarówno techniczna strona jak i same kompozycje są uważane za znacznie przewyższające te z poprzedniej płyty. Dodatkowym atutem jest okładka przypominająca późniejsze dokonania zespołów heavymetalowych.
Zespół pomimo wysokiego poziomu obydwu płyt nie osiągnął znaczącego sukcesu komercyjnego i współpraca z wytwórnią Bacillus została rozwiązana. Również perkusista Klinger odszedł i został zastąpiony przez Manfreda von Bohra. Grupa w tym czasie postanowiła spróbować złagodzić brzmienie aby zostać zauważoną w bardziej komercyjnym kręgu słuchaczy. Wytwórnia Nova, która teraz przejęła opiekę nad zespołem, w 1975 roku wydała trzeci album zatytułowany po prostu Message. Album nie osiągnął zamierzonego rozgłosu.
Po wydaniu tego albumu, do grupy dołączył kolejny saksofonista, a wytwórnia Nova zgodziła się aby kolejny album był nagrany w konwencji jazzrockowej. Pomimo całkiem udanego albumu Synapsis, grupa nie odniosła sukcesu komercyjnego i kolejny raz zmieniła wytwórnię i skład.
Allan Murdoch postanowił podpisać kontrakt z wytwórnią Brain i w towarzystwie całkowicie nowych współpracowników nagrał album Using The Head, który pojawił się na rynku w 1977 roku. Prosty hard rock upiększony żeńskimi chórkami oraz sekcją dętą spowodował już kolejny raz, że grupa nie odniosła sukcesu ani komercyjnego ani artystycznego.
Nie zraziło do Murdocha, który zebrał jeszcze jeden skład i nagrał szóstą z kolei płytę pod szyldem Message. Płyta Astral Journey całkiem nieźle się sprzedawała i prezentowała muzykę trochę inną od poprzedniej choć nadal był to już hard rock, jednak pozbawiony otoczki progresywnego rocka. Zespół ruszył w trasę, na której zarejestrowano materiał wydany na ostatniej płycie Message zatytułowanej Miles Of Smiles. Po tournée zespół ostatecznie zawiesił działalność i nigdy się nie odrodził.
Po rozpadzie zespołu, perkusista Peter Schmidt zasilił formację Anyone's Daughter natomiast założyciel grupy Allan Murdoch w 1985 roku wyjechał do Stanów Zjednoczonych i tam wraz z m.in. członkiem zespołu Nektar i dawnym współpracownikiem z Message Alanem Taffem Freemanem oraz innym byłym członkiem Nektar Ronem Howdenem stworzył grupę Overseas, przemianowaną na The Overseas Project a następnie po powrocie do Europy na Highlander.
W latach 1991–2000, Highlander zmieniał wielokrotnie skład. Do zespołu dołączył m.in. Martin Griffiths założyciel zespołu Beggar's Opera. W tym czasie powstało 9 płyt. Po kilkuletniej przerwie, zespół się zreformował by wydać swą ostatnią jak na razie płytę w 2011 roku.

## Dyskografia
- The Dawn A New Is Coming, 1972
- From Books And Dreams, 1973
- Message, 1975
- Synapse, 1976
- Using The Head, 1977
- Astral Journey, 1978
- Miles Of Smiles, 1980 (live)

## Członkowie zespołu
(w kolejności chronologicznej)
- Allan Murdoch – g (1970-81)
- Billy Tabbert – voc, g (1970-73)
- Tommy McGiugan – sax, voc (1970-77)
- Horst Stachelhaus – b (1970-77)
- Gerhard Schaber – dr (1970-73)
- Gunther Klingel – dr (1973-74)
- Manfred von Bohr – dr (1974-77)
- Tony Greaves – sax (1975-77)
- Helmut Fichtner – k (1977-78)
- David Hanselmann – voc (1977-78)
- Emil Wirth – b (1977-78)
- Tommy Wahl – dr (1977-78)
- Fritz Groger – g (1978-81)
- Sammy Kunig – voc, sax, perc (1978-81)
- Reiner Nagel – b, k, voc (1978-81)
- Peter Schmidt – dr (1978-81)
- Thomas Tscheschner – b (1979-81)

## Współpracownicy
- Taff Freeman – mell (1972) (1978)
- Gabi Borowski – voc (1977)
- Angelika Henschen – voc (1977)
- Herb Geller – tp (1977)
- Lawrence Elam – tp (1977)
- Wolfgang Ahlers – tp (1977)
- Tiny Hagen – harm (1977)
- Ute Nagel – voc (1978)
- Jeanette MacLeod – voc (1978)
- Manfred Kneil – vib (1978)
- Volker Kunscher – k (1979)
- Pit Loew – k (1979)

## Powiązania
- Anyone's Daughter
- Overseas
- The Overseas Project
- Highlander